# Margattea gulliveri
Margattea gulliveri es una especie de cucaracha del género Margattea, familia Ectobiidae. Fue descrita científicamente por Hanitsch en 1928.
Habita en Mauricio.